# Jesiden in der Türkei
Die Jesiden in der Türkei sind eine kurdischsprachige ethnisch-religiöse Minderheit der Jesiden, die nach der Aufteilung des Osmanischen Reiches in der heutigen Türkei verblieben. Die Jesiden in der Türkei leben hauptsächlich im Südosten des Landes.

## Demografie

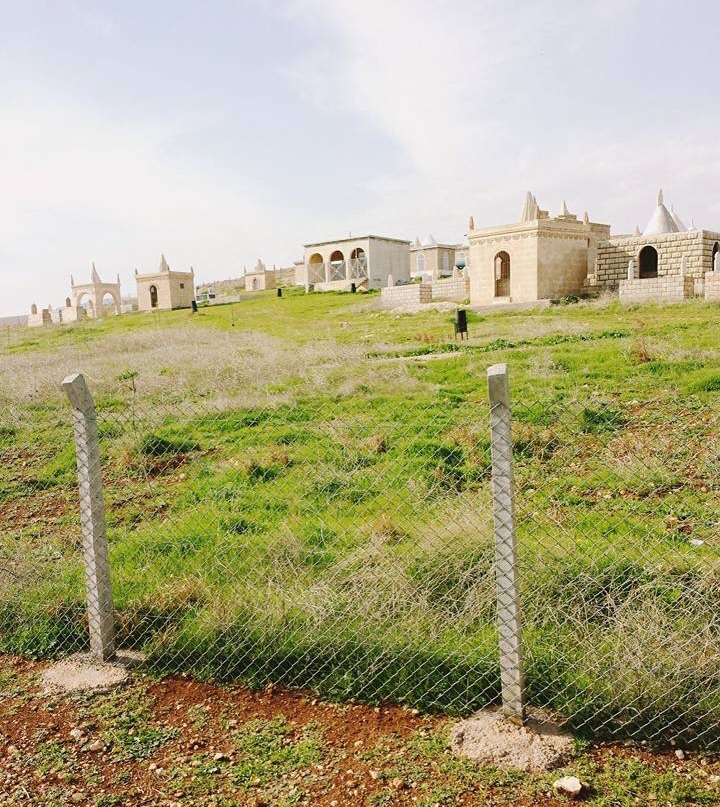
Der jesidische Friedhof Hesen Begê im Südosten der Türkei.

In den 1980er Jahren betrug die Anzahl der Jesiden in der Türkei ca. 60.000. Laut der Gesellschaft für bedrohte Völker lebten ursprünglich 300.000 Jesiden in der Türkei.
Im Jahr 1912 lebten nach Angabe des Patriarchat von Konstantinopel der Armenischen Apostolischen Kirche 37.000 Jesiden in der Türkei.
2003 gab das Büro für Demokratie, Menschenrechte und Arbeit des Außenministerium der Vereinigten Staaten an, dass in der Türkei 5000 Jesiden leben.
2004 berichtete das Bundesamt für Migration und Flüchtlinge, dass in der Türkei über 2000 Jesiden (überwiegend in Südostanatolien) leben.
Im Jahr 2019 betrug die Anzahl der Jesiden in der Türkei weniger als 1000 laut Schätzung der Bundesregierung der Vereinigten Staaten.

## Siedlungsgebiete
Historisch lebten die Jesiden in der Türkei im Osten, Süden und Südosten der Türkei. Siedlungsgebiete der Jesiden in der Türkei befinden sich in den Landkreisen Midyat und Nusaybin in der Provinz Mardin, in den Landkreisen Batman und Beşiri in der Provinz Batman und in Teilen des Landkreises İdil in der Provinz Şırnak. Weitere jesidische Siedlungsgebiete befinden sich in den Landkreisen Sur, Bismil und Çınar in der Provinz Diyarbakır und im Landkreis Viranşehir in der Provinz Şanlıurfa.

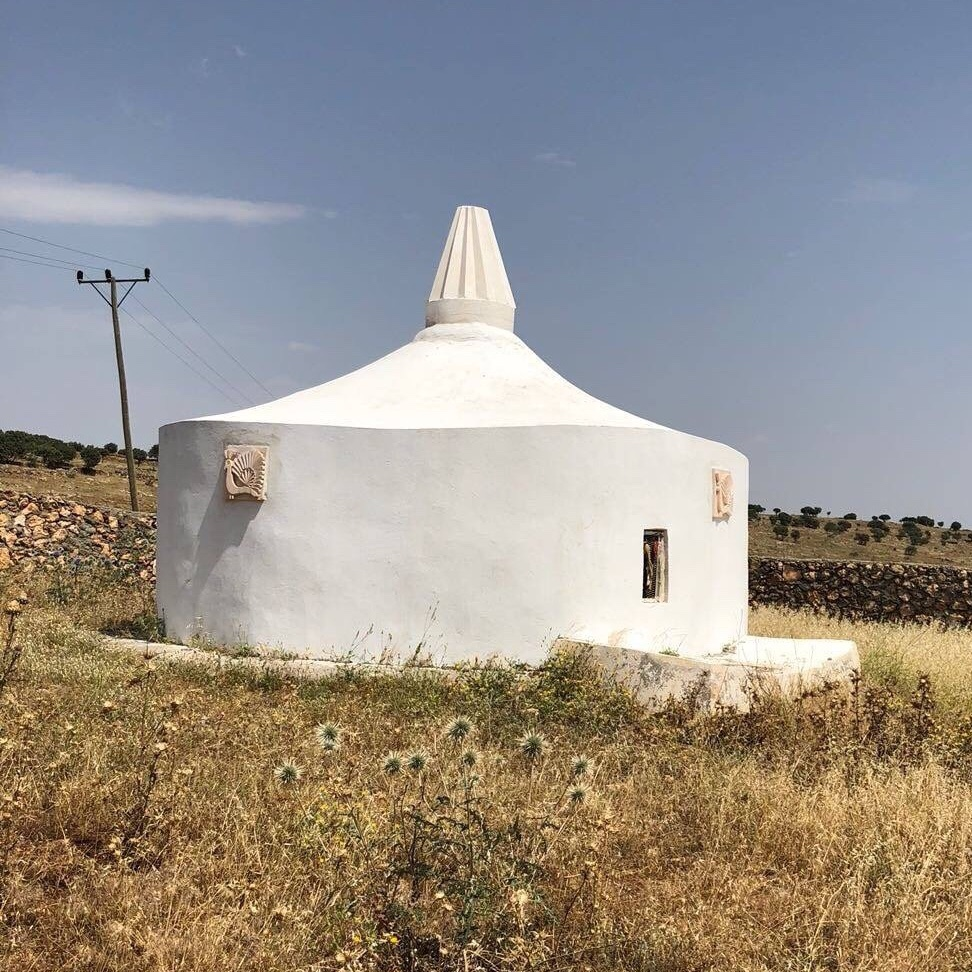
Ein jesidischer Tempel in dem jesidischen Dorf Güven (Bacin) im Landkreis Midyat in der Provinz Mardin

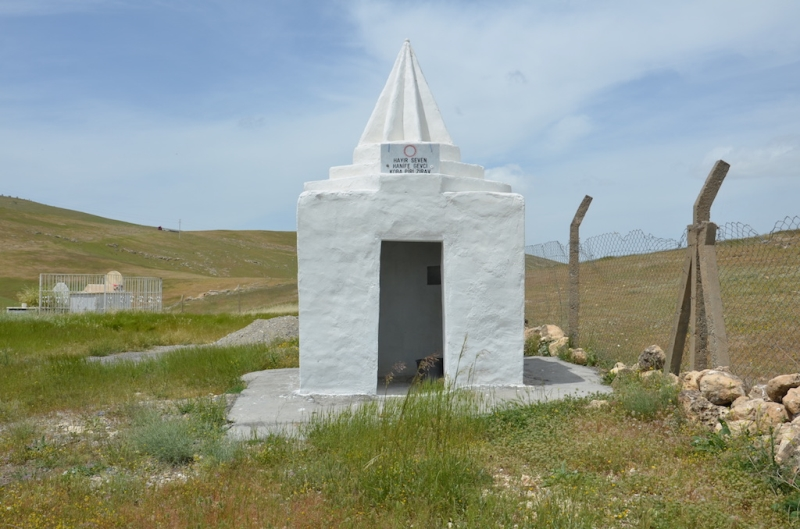
Der jesidische Tempel Pire Zirav in dem jesidischen Dorf Yolveren (Çineriya) im Landkreis Batman in der gleichnamigen Provinz Batman

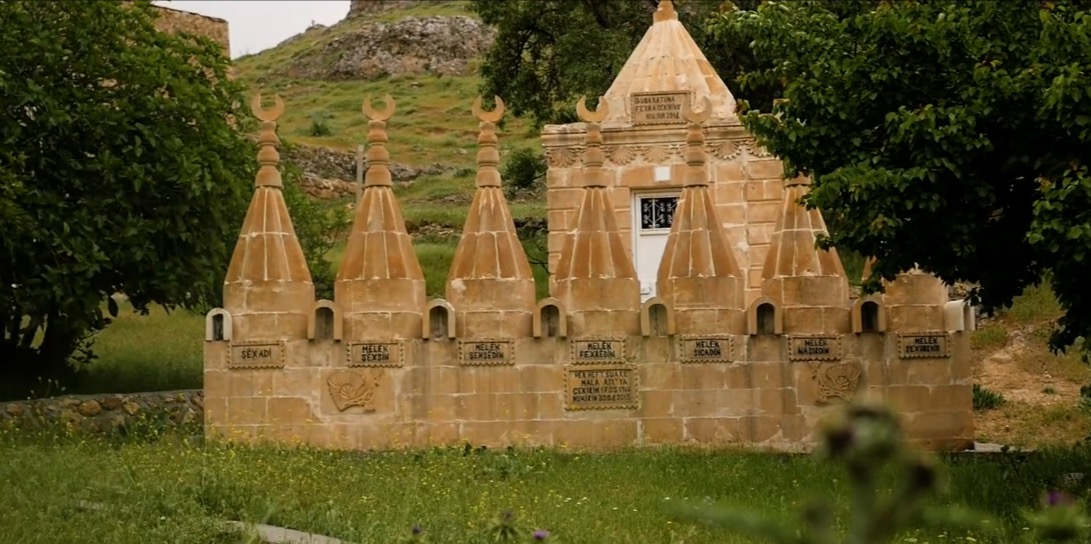
Ein jesidischer Tempel in dem jesidischen Dorf Mağara (Kiwex) im Landkreis İdil in der Provinz Şırnak

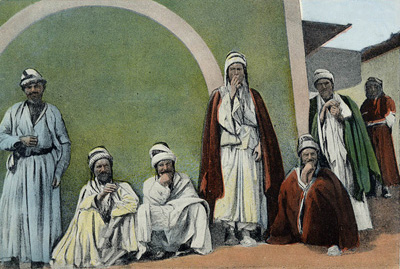
Eine Gruppe von Jesiden in der Umgebung von Mardin. (Späte 1800er Jahre, Bild stammt von einer französischen Postkarte)

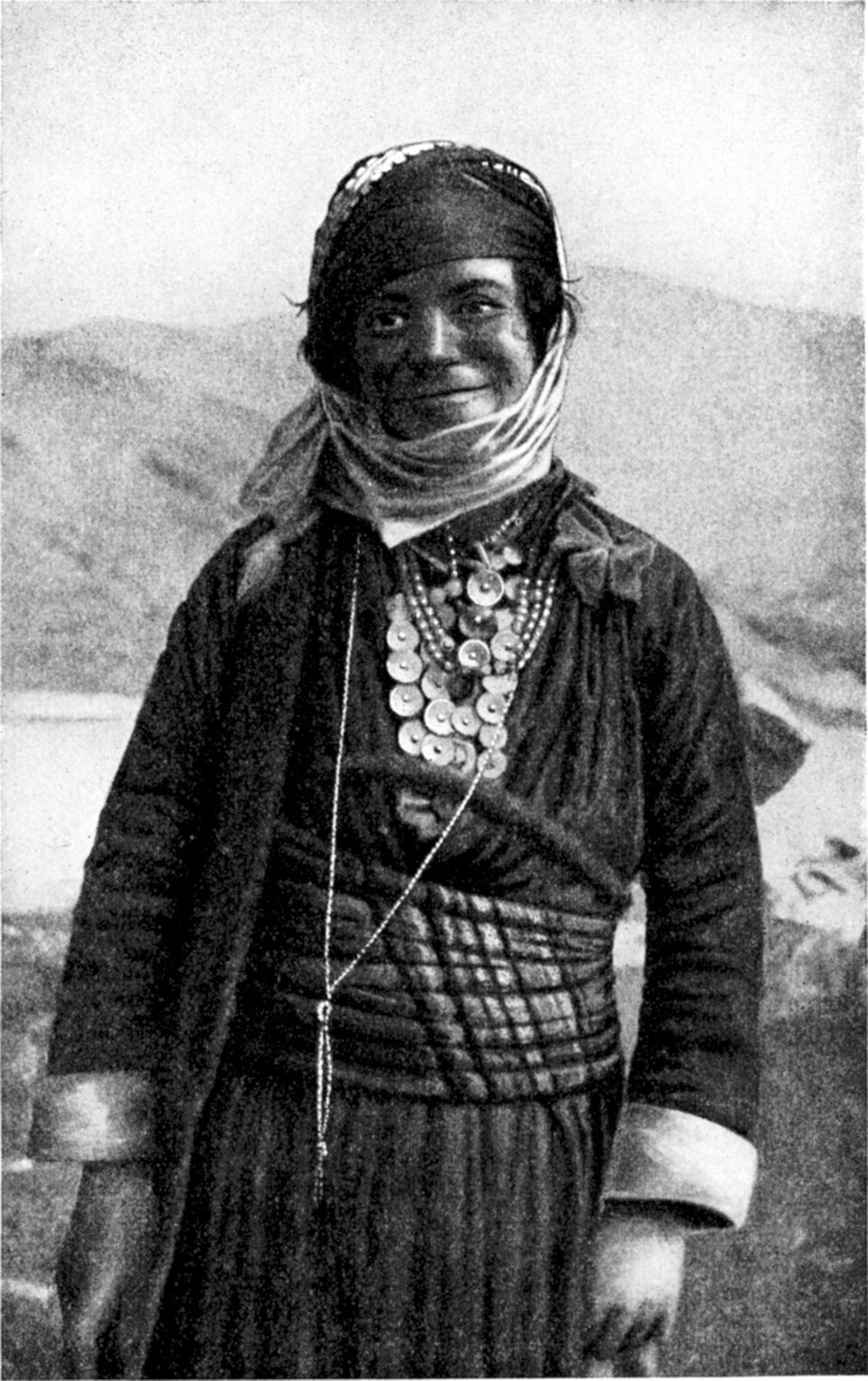
Jesidische Frau auf dem Berg Ararat. (1922)

## Geschichte
Jesiden sind in einem Gebiet im Nahen Osten beheimatet, das historisch als Mesopotamien bekannt ist (genauer gesagt sind sie indigen zu den nördlichen Teil Mesopotamiens) und zu dem auch der Südosten der Türkei gehört.
Der moderne Staat Türkei wurde 1923 gegründet. Jesiden lebten vor der Gründung des modernen Staates Türkei auf dem Territorium der heutigen Türkei. Jesidische Stämme lebten nach der Eroberung Ostanatoliens, Mosul und Syriens durch Sultan Selim zwischen 1514 und 1516 in den osmanischen Provinzen Mosul, Diyarbekir, Van, Bitlis und Aleppo.
Im Jahr 1844 wurden die Jesiden in der Türkei, die sich in der Region Tur Abdin befanden, Opfer eines Massakers durch den kurdischen Fürsten Bedirxan Beg.
In letzter Zeit sind einige Jesiden, die aus der Türkei stammen und in Deutschland gelebt haben, wieder in die Türkei in ihren Dörfern zurückgekehrt.

## Flucht und Migration

### Flucht in den Kaukasus
Im 18. und 19. Jahrhundert und im frühen 20. Jahrhundert begannen die Jesiden in der Türkei die östliche Türkei zu verlassen und flüchteten nach Armenien und einige davon später von da aus nach Georgien, da sie von den osmanischen Türken und den muslimischen Kurden verfolgt wurden.
- 19. Jahrhundert:

Jesiden aus den ehemaligen osmanischen Provinzen Van, Kars, Bayazid und Surmali begannen in den 1830er Jahren in den Kaukasus auszuwandern. Die meisten davon siedelten sich in Armenien an. Einige wenige Stämme und Familien siedelten sich anschließend in Georgien an.

### Flucht nach Deutschland
Aufgrund von Verfolgung, Unterdrückung und Diskriminierung als ethnisch-religiöse Gruppe flüchteten ab den 1980er Jahren Jesiden in einer großen Fluchtwelle aus der Türkei und suchten Zuflucht in Deutschland.
Laut dem Deutschen Bundestag hat die Mehrheit der Jesiden in den letzten 30 Jahren die Türkei verlassen.
1989 reisten Gernot Wießner und Herbert Schnoor zusammen mit einer Delegation in die Türkei, um sich selbst ein Bild von der Verfolgung der Jesiden zu machen. Sie setzten sich in Nordrhein-Westfalen für das Bleiberecht der Jesiden ein, woraufhin die Jesiden durch ihren Einsatz als verfolgte Gruppe in Deutschland anerkannt wurden.

## Persönlichkeiten
- Mirza Agha (jesidischer Fürst)